# 北京市北海幼儿园

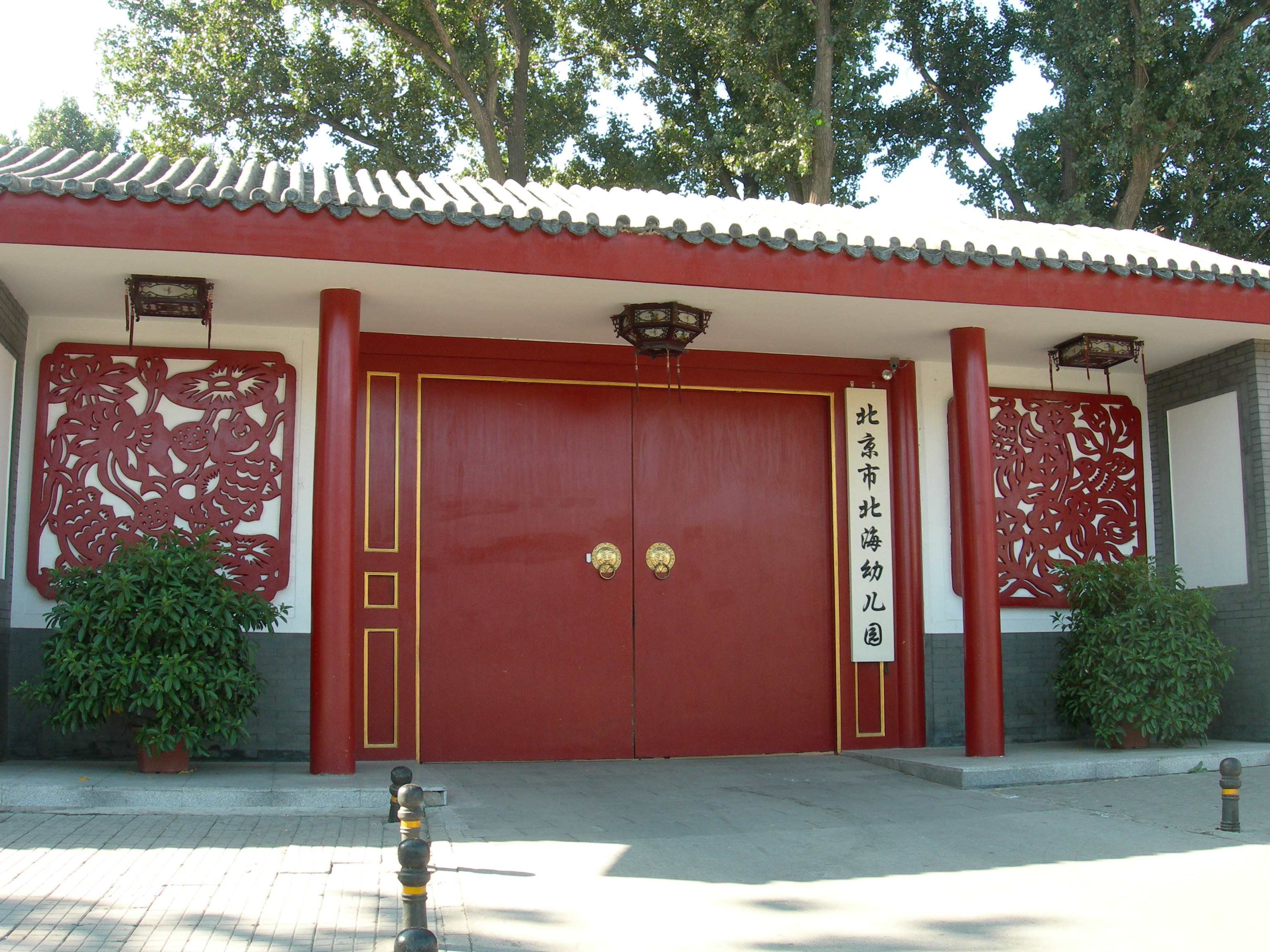
地安门西大街南侧的北京市北海幼儿园大门

北京市北海幼儿园，位于北京市西城区地安门西大街22号，隶属北京市西城区西城区教育委员会，是北京市一级一类幼儿园。

## 简介
前身是中华民国时期位于北海三座门的北平市社会局托儿所。1949年3月，由中国人民解放军北平市军事管制委员会接收，当时是专门寄养革命干部和革命军人子女的实验托儿所。同年7月，经军管会批准，迁入北海东北角的先蚕坛，同年更名为北京市北海幼儿园。第一任园长于陆琳找各地方老干部要来建筑材料，找梁思成设计了该园。
1999年11月，北京市西城区后海幼儿园并入北海幼儿园，成为北海幼儿园分园（托儿部），专招两岁半左右的学前儿童。北海幼儿园是公办寄宿制幼儿园，隶属于北京市西城区西城区教育委员会，是北京市一级一类幼儿园，2001年被评为首批北京市示范幼儿园。
2001年，北海幼儿园在全国首创行政教研的干部培养方式，2005年至2007年连续3年在中华人民共和国教育部贯彻落实《纲要》经验交流会上展示成果。北海幼儿园多次承担国家、北京市、西城区科研课题任务，还常接待各国国家元首、政要、社会各界友好人士及幼教界人士来访。
2014年1月，贵阳市与北京市西城区签署两地教育共建合作框架协议。同年9月1日，北京八中贵阳分校正式开学。同年10月20日，北海幼儿园在贵阳花果园开办的北京市北海幼儿园贵阳分园开园，并在办园两年后通过贵州省示范幼儿园验收。

## 历任园长
- 于陆琳（1949年—1953年）[3]

……
- 邱贵茹（？—1991年）[5]
- 韩慧茹（1991年—1995年）[6]
- 卢珊珊（1995年—2000年）
- 柳茹（2000年—）[7]

## 知名校友
- 齊橋橋
- 習近平
- Wen Yan Wah, 溫家寶孫輩
- 金聖權